# Kamata Shoma
Kamata Shoma (鎌田 翔雅 Kamata Shōma) (sinh ngày 15 tháng 6 năm 1989) là một cầu thủ bóng đá chuyên nghiệp người Nhật Bản hiện đang thi đấu cho câu lạc bộ Shimizu S-Pulse.

## Thống kê sự nghiệp
Cập nhật đến ngày 23 tháng 2 năm 2018.
| Thành tích câu lạc bộ | Thành tích câu lạc bộ     | Thành tích câu lạc bộ | Giải vô địch | Giải vô địch | Cúp                   | Cúp                   | Cúp Liên đoàn | Cúp Liên đoàn | Tổng cộng | Tổng cộng |
| Mùa giải              | Câu lạc bộ                | Giải vô địch          | Số trận      | Bàn thắng    | Số trận               | Bàn thắng             | Số trận       | Bàn thắng     | Số trận   | Bàn thắng |
| Nhật Bản              | Nhật Bản                  | Nhật Bản              | Giải vô địch | Giải vô địch | Cúp Hoàng đế Nhật Bản | Cúp Hoàng đế Nhật Bản | J. League Cup | J. League Cup | Tổng cộng | Tổng cộng |
| --------------------- | ------------------------- | --------------------- | ------------ | ------------ | --------------------- | --------------------- | ------------- | ------------- | --------- | --------- |
| 2008                  | Shonan Bellmare           | J2 League             | 2            | 0            | 0                     | 0                     | -             | -             | 2         | 0         |
| 2009                  | Shonan Bellmare           | J2 League             | 7            | 0            | 1                     | 0                     | -             | -             | 8         | 0         |
| 2010                  | JEF United Ichihara Chiba | J2 League             | 15           | 0            | 1                     | 0                     | -             | -             | 16        | 0         |
| 2011                  | Shonan Bellmare           | J2 League             | 20           | 0            | 4                     | 0                     | -             | -             | 24        | 0         |
| 2012                  | Shonan Bellmare           | J2 League             | 40           | 0            | 1                     | 0                     | -             | -             | 41        | 0         |
| 2013                  | Shonan Bellmare           | J1 League             | 21           | 0            | 1                     | 0                     | 2             | 0             | 24        | 0         |
| 2014                  | Fagiano Okayama           | J2 League             | 15           | 0            | 0                     | 0                     | -             | -             | 15        | 0         |
| 2015                  | Shimizu S-Pulse           | J1 League             | 11           | 0            | 0                     | 0                     | 1             | 0             | 12        | 0         |
| 2016                  | Shimizu S-Pulse           | J2 League             | 8            | 0            | 1                     | 0                     | -             | -             | 9         | 0         |
| 2015                  | Shimizu S-Pulse           | J1 League             | 29           | 2            | 3                     | 0                     | 1             | 0             | 33        | 2         |
| Tổng                  | Tổng                      | Tổng                  | 168          | 2            | 12                    | 0                     | 4             | 0             | 184       | 2         |